# Dengjia, Chongqing
Dengjia (kinesiska: 邓家) är en socken i sydvästra Kina. Den ligger i häradet Wushan i storstadsområdet Chongqing, omkring 360 kilometer nordost om det centrala stadsdistriktet Yuzhong. Dengjia är en etnisk minoritetssocken (族乡,"zu xiang")  för tujiafolket.